# Contea di Fugu
La contea di Fugu (府谷县S, Fǔgǔ XiànP) è una contea della Cina, situata nella provincia dello Shaanxi e amministrata dalla prefettura di Yulin.